# Bamble
Bamble és un municipi situat al comtat de Telemark, Noruega. Té 14.088 habitants (2016) i la seva superfície és de 304,36 km². El centre administratiu del municipi és el poble de Langesund.

## Ciutats agermanades
Bamble manté una relació d'agermanament amb les següents localitats:
- Akranes, Akraneskaupstaður, Islàndia
- Närpes, Finlàndia Oriental, Finlàndia
- Tønder, Dinamarca Meridional, Dinamarca
- Västervik, Comtat de Kalmar, Suècia